# Godefroy Emile Mpwati
Monseigneur Godefroy Emile Mpwati (13 avril 1928 – 10 août 1995) est un prélat catholique de la République du Congo. Il est évêque du diocèse de Pointe-Noire, dans le département du Kouilou, de 1975 à 1988. C'est le premier évêque de Pointe-Noire issu du clergé local.

## Biographie
Godefroy Emile Mpwati appelé affectueusement Tâ God, est né le 13 avril 1928 à Bilala, près de Diosso dans la région du Kouilou de Jean Mpwati Tchibassa et de Denise Mafouta.
Il a pour tante maternelle Jane Vialle.
Ses années de jeunesse sont vécues à Mayumba, auprès de l'abbé Tchibassa " à l'ombre de la soutane ", selon l'expression utilisée par l'abbé Godefroy. Il y fait ses études.
Au cours de l'année 1948, après avoir exercé le métier d'enseignant, il entre au petit séminaire de Mayumba à l'âge de 22 ans. C'est son oncle, l'abbé Henri Tchibassa (1876 - 21 août 1948), ordonné prêtre le 2 avril 1917 et ayant connu Mgr Friteau  qui l'y chaperonne dans sa voie ecclésiastique.

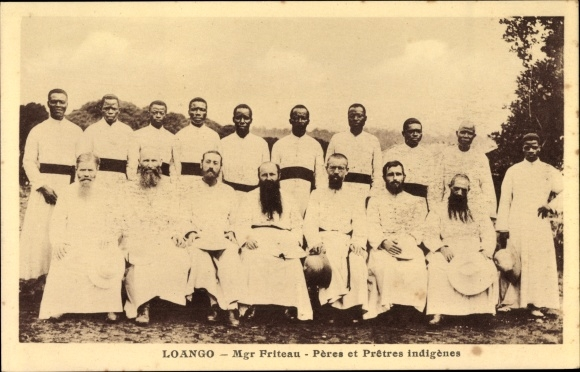
Loango Mgr Friteau et Pères et prêtres du clergé local - Henri Tchibassa est le 5e debout à partir de la gauche

Il reprend alors courageusement complètement ses études et en septembre 1952, avec le père Joseph Gottar et ses collègues, il quitte Mayumba pour Mbamou.
De 1954 à 1961, il accomplit des études de philosophie et de théologie au grand séminaire Libermann (François Libermann est le nom du second fondateur de la Congrégation du Saint-Esprit en 1848) de Brazzaville. Remarqué pour sa piété et sa régularité, il est admis successivement aux différentes ordinations.
Il est ordonné prêtre le 9 juillet 1961 à la mission Saint-Pierre de Pointe-Noire. La cérémonie de plein air se déroule au milieu d'une foule importante en provenance des différentes paroisses de la ville et de l'intérieur du pays et dans l'allégresse des chrétiens. Beaucoup de missionnaires du diocèse avaient également effectué le déplacement de sorte que Mgr Fauret éprouva une grande joie de pouvoir enfin ordonner un prêtre de son diocèse après quatorze ans d'épiscopat.
Le déjeuner eut lieu chez les spiritaines de la communauté Notre-Dame et le diner au cercle de Mvoumvou. Le discours de l'ancien Pierre Tchicaya de Boempire fut parmi les plus remarqués. Il célébra longuement cette ordination.
Il fut affecté dans un premier temps par Mgr Fauret à Mouyondzi pour exercer son ministère sacerdotal.
Le 12 novembre 1966, il devient curé de la paroisse Saint-Christophe de Pointe-Noire avec le Père Pierre Wauters comme vicaire. C'est lui qui choisira le nom de Christ-Roi pour la nouvelle paroisse de Loandjili.
Avec Monseigneur Batantu et l'abbé Emile Okoumou, Godefroy Emile Mpwati sont les initiateurs des cantiques populaires catholiques en langue nationale au lendemain du concile Vatican II. Dans son projet de pastorale biblique par le chant et la traduction, son projet visait "que les mamans aux champs, les papas à la pêche, que les enfants allant à l'école ou berçant leurs cadets, que tous fredonnent la parole de Dieu", audacieux projet d'inculturation qui ne peut être que polyphonique.
En 1975, il est consacré évêque de Pointe-Noire par le cardinal Emile Biayenda, en remplacement de Monseigneur Jean-Baptiste Fauret, spiritain démissionnaire.
Le 27 mars 1977, lors des obsèques du Cardinal Émile Biayenda, il prononce le message de réconfort et d’espérance suivant "Notre Cher Cardinal Émile est entré dans ce cortège de nos héros, témoins de la foi. Ils nous ont montré l’exemple, afin que nous fassions comme eux. « Heureux les persécutés pour la Justice, car le Royaume des cieux est à eux ». (Mt5, 10).
En mai 1986, il démissionne de sa charge épiscopale pour des raisons de santé.
Le 18 octobre 1988, le Pape Jean Paull II le transfére au siège épiscopal titulaire de Muzuca di Proconsolare. Il a en outre transféré Mgr Georges-Firmin Singha, évêque d’Owando (Congo) vers le diocèse de Pointe-Noire pour le remplacer.
Godefroy Emile Mpwati, meurt à l'hôpital Adolphe Sicé de Pointe-Noire, le 10 août 1995.

## Généalogie épiscopale
- Cardinal Scipione Rebiba
- Cardinal Giulio Antonio Santori
- Cardinal Girolamo Bernerio, O.P.
- Archevêque Galeazzo Sanvitale
- Cardinal Ludovico Ludovisi
- Cardinal Luigi Caetani
- Cardinal Ulderico Carpegna
- Cardinal Paluzzo Paluzzi Altieri degli Albertoni
- Pape Benoît XIII
- Pape Benoît XIV
- Cardinal Enrico Enriquez
- Archevêque Manuel Quintano Bonifaz (es)
- Cardinal Buenaventura de Córdoba Espínosa de la Cerda
- Cardinal Giuseppe Maria Doria Pamphilj
- Pape Pie VIII
- Pape Pie IX
- Cardinal Alessandro Franchi
- Cardinal Giovanni Simeoni
- Cardinal Antonio Agliardi
- Cardinal Basilio Pompilj
- Cardinal Adeodato Giovanni Piazza, O.C.D.
- Cardinal Sergio Pignedoli
- Cardinal Émile Biayenda
- Évêque Godefroy-Emile Mpwati

## Discographie
Cantiques en langue vili:
2015: Ta God (1995 - 2015) - Année jubilaire - Chorale du jubilé de Ta God
- Mwan meme li nzambi (Agnus)
- Tshi samie (Sanctus)
- Sanganu
- Tshi lumbu (Le jour)
- Fumu nana (Qui est le Seigneur?)
- Fane fe ke liukuna (Là où il y a l'entente)
- Li mpa li mogno (Le pain vivant)
- Bueke mboti me lesi (Le salut éternel)
- Kune Salange (Où travailles-tu?)
- Tshesese (Lumière divine)
- Ta Nzambie Tambule (Dieu marche)
- Ka lu zolo (De l'amour)
- Ah tshi lunzi (Ô le respect)

## Hommages
Le 7 décembre 2014, une des chorales de la paroisse saint Christophe dans l'arrondissement n°2 de Pointe-Noire, Mvoumvou, éponyme de monseigneur Godefroy Mpwati, forte de sa quarantaine de choristes  a fêté ses vingt ans d'existence.